# Christian Ahlgren (justitieråd)
Christian Ahlgren, född den 9 juni 1831 i Nosaby socken, Kristianstads län, död den 9 oktober 1908 i Stockholm, var en svensk jurist.
Ahlgren blev student vid Lunds universitet 1848 och avlade hovrättsexamen där 1852. Han blev auskultant i Hovrätten över Skåne och Blekinge samma år, i Svea hovrätt 1853, extra ordinarie notarie där 1855, vice häradshövding 1857, var tillförordnad domhavande i Gästriklands domsaga 1861–1863, blev adjungerad ledamot i Svea hovrätt första gången 1863, ordinarie notarie där 1865, assessor 1868 och hovrättsråd 1875. Ahlgren var justitieråd 1882–1898. Han blev riddare av Nordstjärneorden 1877, kommendör av första klassen av samma orden 1883 och kommendör med stora korset 1891. Ahlgren vilar i familjegrav på Norra begravningsplatsen utanför Stockholm.